# Cheumatopsyche modica
Cheumatopsyche modica är en nattsländeart som först beskrevs av Mclachlan 1871.  Cheumatopsyche modica ingår i släktet Cheumatopsyche och familjen ryssjenattsländor. Inga underarter finns listade i Catalogue of Life.